# Hydrangea involucrata
Hydrangea involucrata är en hortensiaväxtart som beskrevs av Philipp Franz von Siebold. Hydrangea involucrata ingår i släktet hortensior, och familjen hortensiaväxter.

## Underarter
Arten delas in i följande underarter:
- H. i. leucantha
- H. i. idzuensis
- H. i. tokarensis

## Bildgalleri

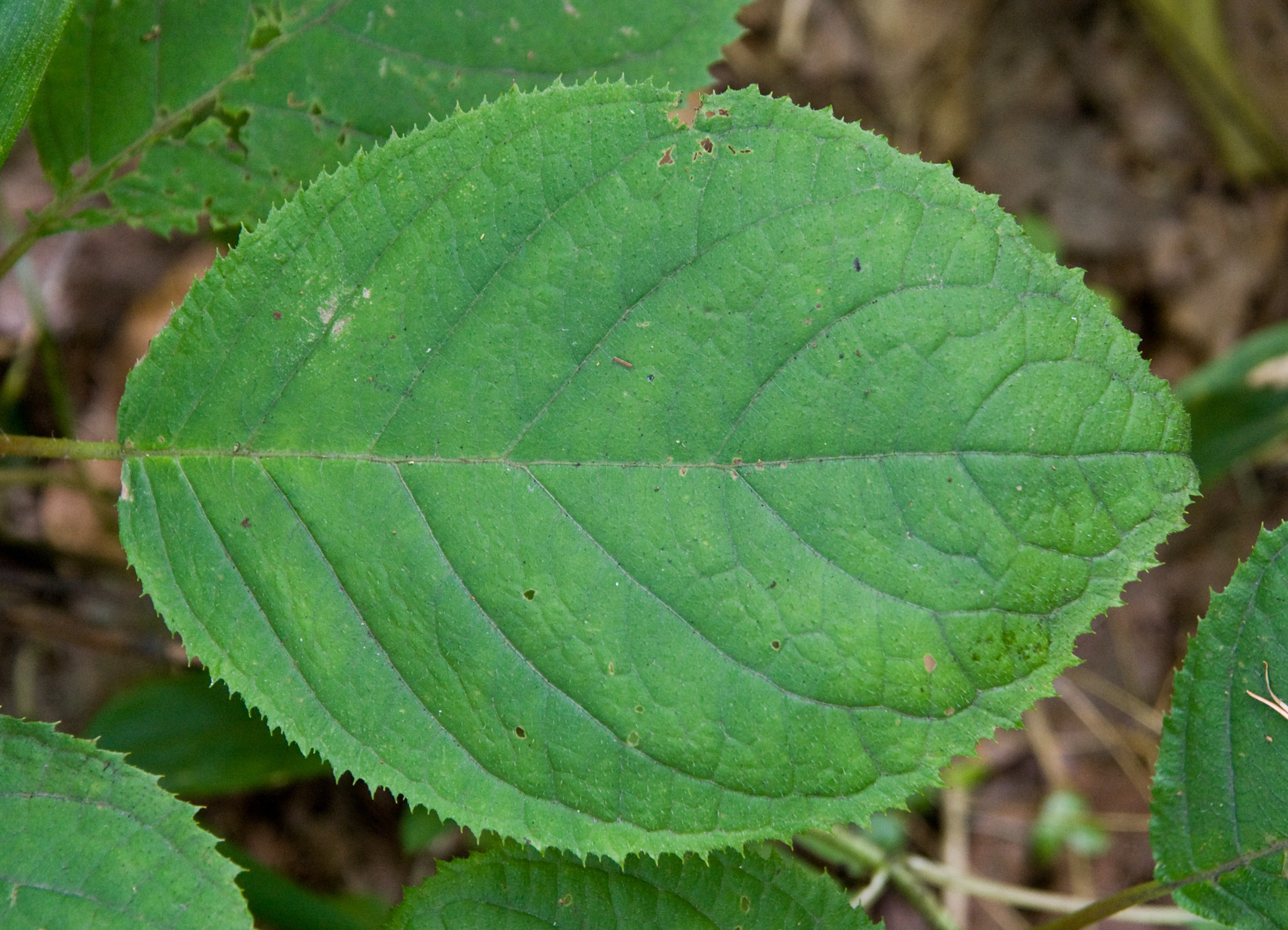
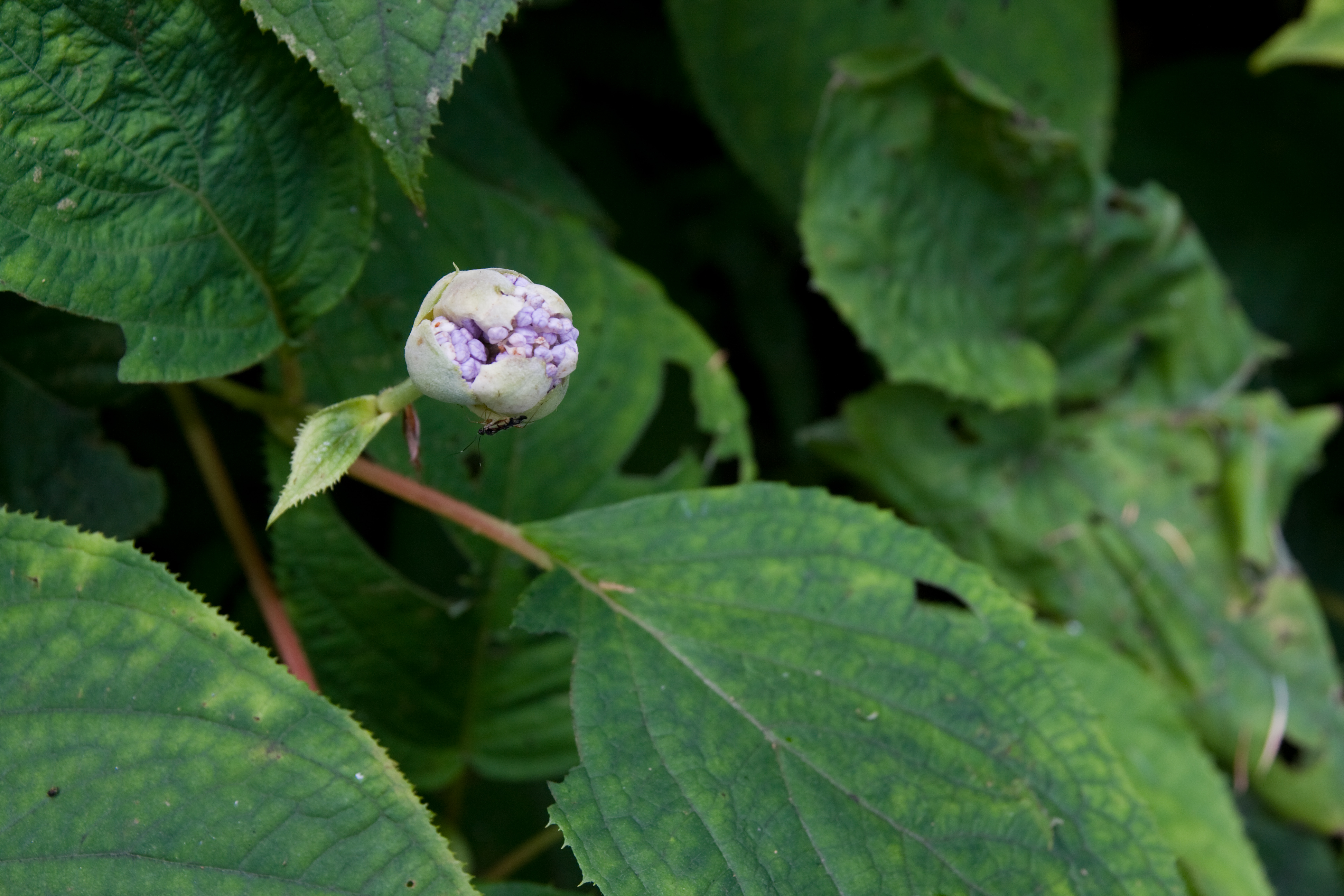
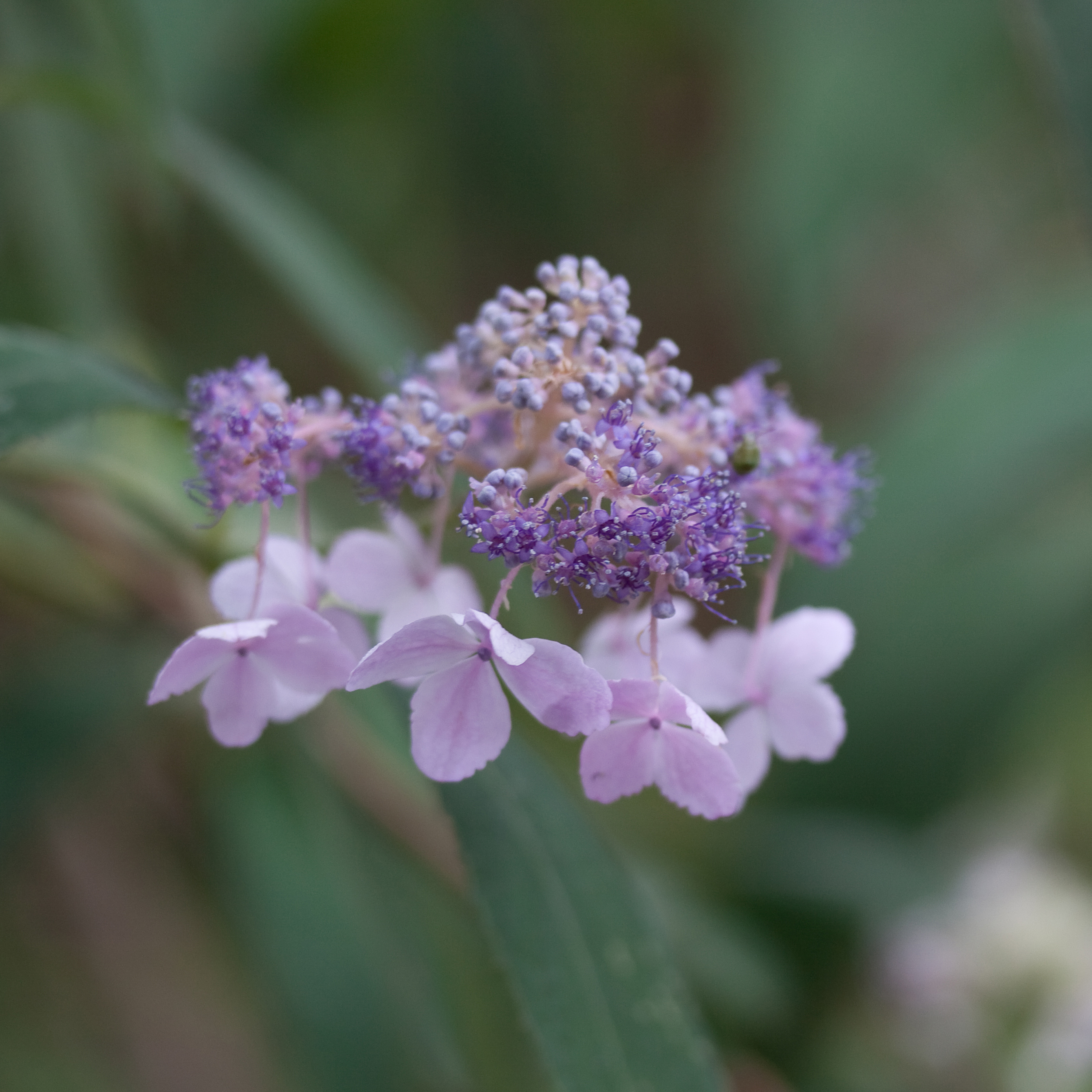
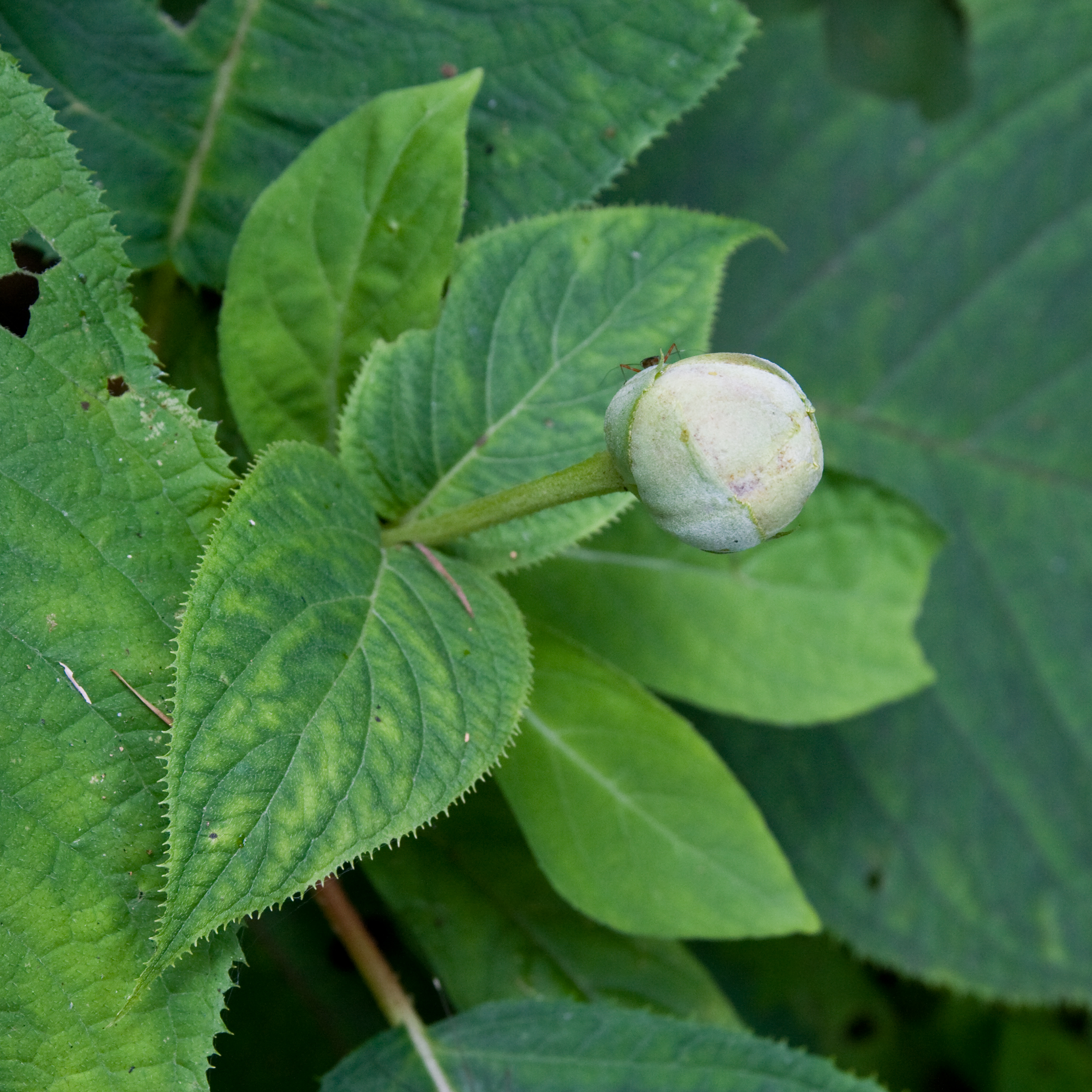
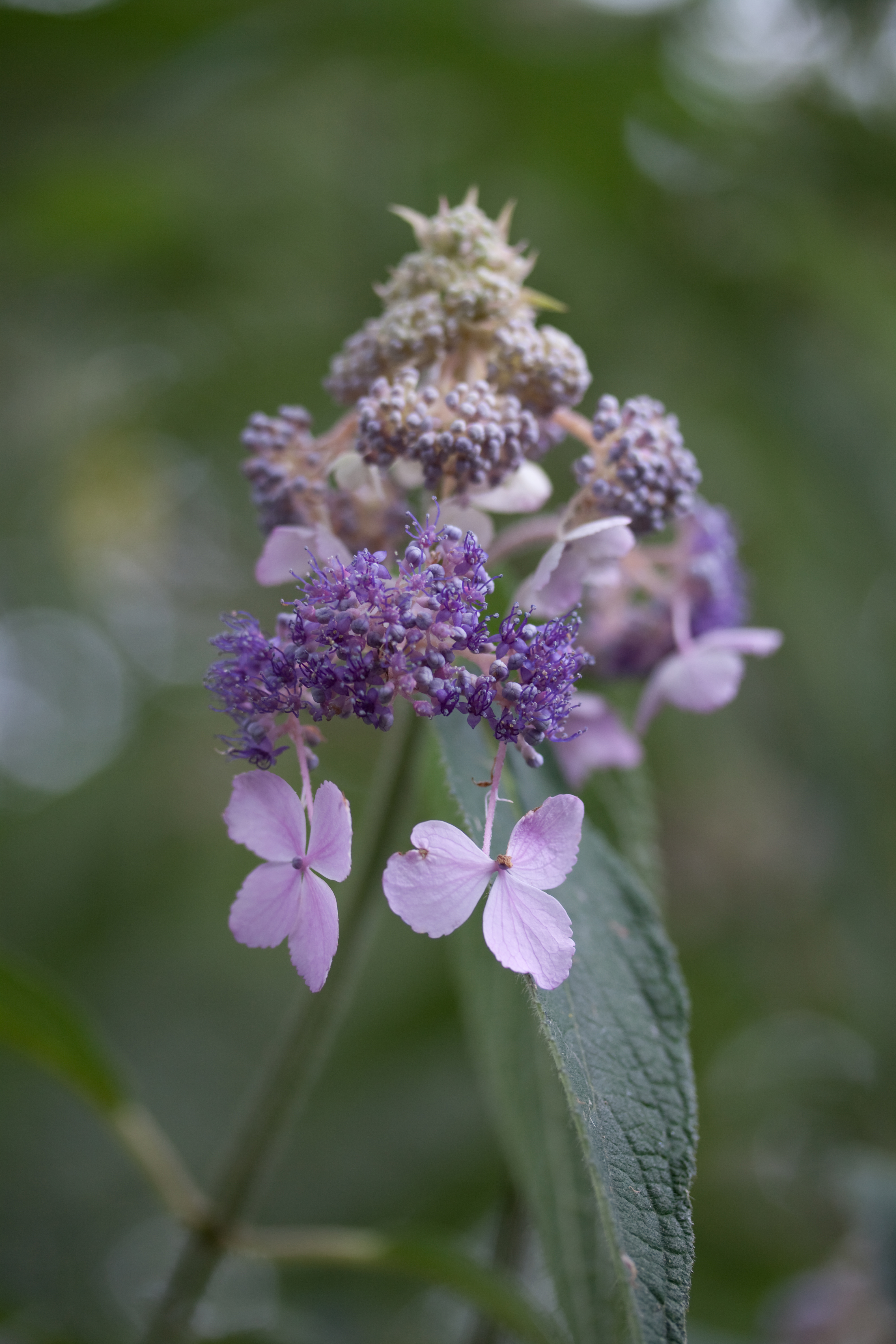
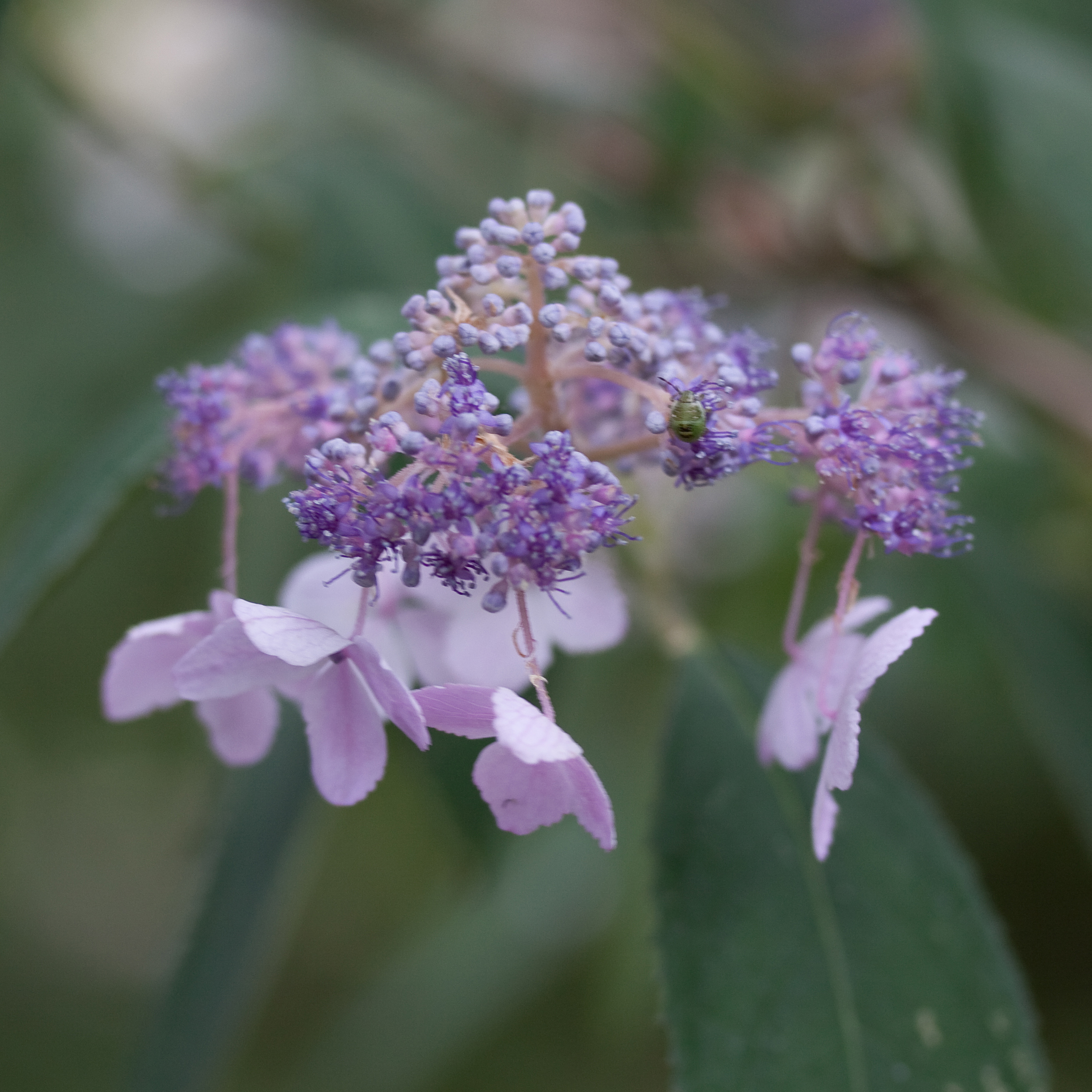